# 克罗萨
克罗萨（義大利語：Crosa），曾是意大利比耶拉省的一个市镇。总面积0.96平方公里，人口342人，人口密度356.3人/平方公里（2009年）。ISTAT代码为096022。
2016年1月1日，克罗萨合并至莱索纳市镇，从而成为该市镇的一个分区。